# Radio Lev HaMedinah
Radio Lev HaMedinah (en hébreu : רדיו לב המדינה) est une radio régionale privée israélienne. La radio a commencé de diffuser en 1997. Elle est diffusée dans la région au sud de Tel-Aviv (Ashdod, Shephelah).
Le siège de la radio se situe à Rishon LeZion. Le directeur de la radio est David Ben-Basat.
Au début des années 2000, la radio est touchée par des problèmes économiques, et en 2001, la radio est rachetée par la société Radious Broadcasting Ltd.. Cette société détient la radio Radious 100FM, et est elle-même détenue par le groupe Eurocom Communications Ltd..